# 1928 en arts plastiques
| Années des arts plastiques : 1925 - 1926 - 1927 - 1928 - 1929 - 1930 - 1931    |
| Décennies des arts plastiques : 1890 - 1900 - 1910 - 1920 - 1930 - 1940 - 1950 |

Cette page concerne l'année 1928 en arts plastiques.

## Événements
- Le musée de Grenoble achète au peintre Fernand Léger son tableau Le Remorqueur peint en 1920.

## Œuvres
- Le Guéridon, huile sur toile de Georges Braque.
- Sur le coq, peinture à l'huile de Marc Chagall.

## Naissances
- 1er janvier : Gérard Mannoni, sculpteur français († 1er avril 2020),
- 2 janvier : Oscar Rabin, peintre soviétique puis français et enfin russe († 7 novembre 2018),
- 7 janvier : Jean-Jacques Morvan, peintre, sculpteur, graveur et écrivain français († 4 septembre 2005),
- 14 janvier : Laurent Jiménez-Balaguer, peintre espagnol († 16 avril 2015),
- 22 janvier : Shōzō Shimamoto, peintre et artiste japonais († 25 janvier 2013),
- 28 janvier : Gin Coste-Crasnier, artiste peintre française,
- 29 janvier : Marcello Tommasi, peintre et sculpteur italien († 27 septembre 2008),
- 3 février : Luigi Marengo, peintre italien († 5 janvier 2010),
- 11 février : Jacques Soisson, peintre, graveur et sculpteur français († 25 janvier 2012),
- 21 février : Philip von Schantz, peintre suédois († 13 août 1998),
- 23 février : Jacques Poirier, peintre et illustrateur français († 12 avril 2002),
- 26 février : Federico Montañana, peintre, graveur et scénographe espagnol († 26 décembre 2005),
- 27 février : Jaroslav Šerých, peintre et illustrateur tchécoslovaque puis tchèque († 23 mars 2014),
- 3 mars : Jean Rustin, peintre français († 24 décembre 2013),
- 9 mars : Émile Rocher, peintre, sculpteur et céramiste français († 30 juillet 2014),
- 14 mars : Denise Voïta, peintre et dessinatrice suisse († 11 avril 2008),
- 23 mars : Yves de Saint-Front, peintre et vitrailliste français († 15 octobre 2011),
- 13 avril : Jean Coulot, peintre français d'origine suisse († 27 mars 2010),
- 14 avril : Sergio Romiti, peintre italien († 12 mars 2000),
- 18 avril : Silvan Gastone Ghigi, peintre et sculpteur italien († 20 février 1973),
- 28 avril : Yves Klein, peintre français († 6 juin 1962),
- 3 mai : Carel Visser, sculpteur néerlandais († 28 février 2015),
- 4 mai : Brian O'Doherty, peintre, sculpteur, écrivain et critique d'art irlandais († 7 novembre 2022),
- 6 mai : Toshimitsu Imaï, peintre japonais († 3 mars 2002),
- 14 mai : Władysław Hasior, sculpteur, peintre et scénographe polonais († 14 juillet 1999),
- 21 mai : Robert Léris, sculpteur français († 24 janvier 2009),
- 24 mai : Piet Moget, peintre néerlandais († 13 décembre 2015),
- 26 mai : Lucien Fleury, peintre, graveur et tapissier français († 23 janvier 2004),
- 28 mai : Iba N'Diaye, peintre français († 4 octobre 2008),
- 29 mai : Guy-Max Hiri, peintre et lithographe français († 1999),
- 30 mai : Gilberto Almeida, peintre équatorien († 20 avril 2015),
- 2 juin : Abdelaziz Gorgi, peintre tunisien († 10 janvier 2008),
- 5 juin : Gilles Aillaud, peintre, auteur et scénographe français († 24 mars 2005),
- 16 juin : Pierrette Bloch, plasticienne suisse († 7 juillet 2017),
- 19 juin : Rosemary Karuga, artiste pluridisciplinaire (peinture, sculpture...) kényane († 9 février 2021),
- 8 juillet  : Bernard Pomey, peintre français († 23 septembre 1959),
- 10 juillet : Bernard Buffet, peintre français († 4 octobre 1999),
- 25 juillet : Bernadette Sers, peintre française († 13 avril 2000),
- 28 juillet : Georges Oudot, peintre et sculpteur français († 13 octobre 2004),
- 29 juillet : Pierre Garcia-Fons, peintre et sculpteur français d'origine espagnole († 30 juillet 2016),
- 31 juillet : Jean-Claude Bertrand, peintre français († 1987),
- 2 août : Louis Trabuc, peintre, dessinateur, aquarelliste et assemblier français († 23 février 2008),
- 6 août : Andy Warhol, artiste américain († 22 février 1987),
- 12 août : Charles Blackman, peintre australien († 20 août 2018),
- 16 août : Bernard Gantner, peintre, lithographe et aquafortiste français († 1er juin 2018),
- 30 août : Pierre Novat, peintre panoramiste français († 12 novembre 2007),
- 1er septembre : Michel-Henry, peintre et lithographe français (° 25 décembre 2016),
- 5 septembre : Yves de Valence, peintre français († 17 avril 2010),
- 9 septembre : Sol LeWitt, artiste minimaliste et conceptuel américain († 8 avril 2007),
- 13 septembre : Jurģis Skulme, peintre letton († 25 février 2015),
- 16 septembre :
  - Jean Peschard, graveur, peintre et illustrateur français († 2 juillet 2007),
  - Gilbert Valentin, céramiste, peintre et sculpteur français († 31 décembre 2000),
- 26 septembre : Nasser Assar, peintre français d'origine iranienne († 26 juillet 2011),
- 5 octobre : Alberto Sughi, peintre italien († 31 mars 2012),
- 7 octobre : Sohrab Sepehri, poète, écrivain et peintre iranien († 21 avril 1980),
- 8 octobre : Leonard French, peintre et décorateur australien († 10 janvier 2017),
- 10 octobre : Jean Le Merdy, peintre français († 21 février 2015),
- 16 octobre : José Picó, peintre et dessinateur français d'origine espagnole († 20 août 2018),
- 20 octobre : Teddy Aeby, graveur, dessinateur, peintre et professeur de dessin suisse († 17 avril 1992),
- 22 octobre : Michel Terrasse, peintre et décorateur français († 14 avril 2002),
- 24 octobre : Pierre Olivier, peintre français († 26 février 2018),
- 29 octobre : Georgy Totibadze, peintre géorgien († 8 avril 2010),
- 30 octobre : Michael Andrews, peintre britannique († 19 juillet 1995),
- 5 novembre : Julian Stanczak, peintre et graveur américain d'origine polonaise († 25 mars 2017),
- 15 novembre : Paul Kallos, peintre français d'origine hongroise († 10 août 2001),
- 17 novembre : Arman, artiste français († 22 octobre 2005),
- 20 novembre :
  - Albert Dolmans, peintre néerlando-américain († 9 juin 2021),
  - Leif Knudsen, peintre et lithographe suédois († 28 août 1975),
- 27 novembre : Jacob Smits, peintre et aquafortiste néerlandais (° 16 juillet 1856),
- 28 novembre : Jean-Claude Bédard, peintre et graveur français († 18 mai 1982),
- 1er décembre :
  - Pierre Anfosso, peintre français († 5 novembre 2004),
  - Vincent Roux, peintre figuratif français († 8 juin 1991),
- 15 décembre : Friedensreich Hundertwasser, peintre et architecte autrichien († 19 février 2000),
- 28 décembre : Öyvind Fahlström, peintre, écrivain et poète suédois († 9 novembre 1976),
- ? :
  - Jean Asselbergs, sculpteur et graveur de médailles français († 19 février 2015),
  - Gabriel Bonmati, peintre français († juillet 2005),
  - Salvatore Gallo, peintre et sculpteur italien († 1996),
  - Fred Licht, historien de l'art, professeur et conservateur de musée germano-américain,
  - Miyazaki Manpei, peintre japonais,
  - Iba N'Diaye, peintre franco-sénégalais († 5 octobre 2008),
  - Remzi, peintre, pastelliste et graveur français d'origine kurde († 23 juillet 2015).

## Décès
- 6 janvier :
  - Adolfo de Carolis, peintre, xylographe, homme de lettres, illustrateur et photographe italien (° 7 février 1874),
  - Albert Lebourg, peintre impressionniste français issu de l’École de Rouen (° 1er février 1849),
- 11 janvier : Charles Filiger, peintre français (° 28 novembre 1863),
- 20 janvier : Nikolaï Astrup, peintre norvégien (° 30 août 1880),

- 6 février : Johann Georg van Caspel, peintre, architecte, illustrateur et affichiste néerlandais (° 2 mai 1870),
- 15 février : Jacob Smits, peintre belgo-néerlandais (° 9 juillet 1856),
- 18 février :
  - Louis Bideault, peintre et lithographe français (° 11 juillet 1847),
  - Karin Larsson, artiste textile et peintre suédoise (° 3 octobre 1859),
- 28 février :  Maurice de Becque, illustrateur et peintre français (° 7 avril 1878),

- 3 mars : Jan Toorop, peintre néerlandais (° 20 décembre 1858),
- 8 mars : Georges Jauneau, illustrateur français (° 17 septembre 1882),
- 10 mars : Jean Patricot, peintre et graveur français (° 11 mars 1865),
- 13 mars :
  - Alcide Théophile Robaudi, peintre et illustrateur français (° 1er novembre 1847),
  - Franz Roubaud, peintre de batailles ukrainien (° 15 juin 1856),
- 29 mars :
  - Léon Joubert, peintre français (° 29 mai 1851),
  - Georges Roussel, peintre de genre et d'histoire français (° 19 décembre 1860),

- 5 avril : Viktor Oliva, peintre et affichiste autrichien, austro-hongrois puis tchécoslovaque (° 24 avril 1861),
- 8 avril :  Madeleine Lemaire, peintre, illustratrice et salonnière française (° 24 mai 1845),
- 12 avril : Adolfo Hohenstein, peintre, affichiste, costumier et décorateur allemand (° 18 mars 1854),

- 2 mai : Fernand Siméon peintre, graveur et illustrateur français (° 22 avril 1884),
- 6 mai : Fernand de Belair, peintre français (° 30 avril 1849),
- 10 mai : Henry Daras, peintre français (° 9 décembre 1850),
- 11 mai : Frans Hens, peintre belge (° 1er août 1856),
- 18 mai : Pierre Ernest Ballue, peintre et dessinateur français de l'École de Barbizon (° 27 février 1855),

- 20 juin : Berthe Mouchette, peintre française (° 22 février 1846),
- 23 juin : Yuzō Saeki, peintre japonais (° 28 avril 1898),

- 1er juillet : Esther Huillard, peintre française (° 26 janvier 1855),
- 6 juillet : Henry Caro-Delvaille, peintre et décorateur français (° 6 juillet 1876),

- 8 août : Frantz Charlet, peintre et graveur belge (° 21 janvier 1862),
- 30 août : Franz von Stuck, peintre, sculpteur, graveur et architecte allemand (° 23 février 1863),

- 4 septembre : Jean-Charles Contel, peintre et lithographe français († 4 mai 1895),
- 17 septembre : Tony Georges Roux, peintre français (° 3 juillet 1894),
- 24 septembre : Carl Wilhelmson, peintre suédois (° 12 novembre 1866),

- 3 octobre : Camilla Friedländer, peintre autrichienne (° 10 décembre 1856),
- 17 octobre : Frank Bernard Dicksee, peintre et illustrateur britannique (° 27 novembre 1853),
- 19 octobre : Wincenty Trojanowski, peintre, médailleur et historien de l'art polonais (° 22 janvier 1859),
- 22 octobre : Franz Hinterholzer, peintre paysagiste autrichien (° 15 décembre 1851),
- 25 octobre :
  - Francine Charderon, peintre française (° 6 avril 1861),
  - Adrien Demont, peintre français (° 25 octobre 1851),
- 29 octobre : Gaston Bussière, peintre français (° 24 avril 1862),
- 30 octobre : Albert Bartholomé, peintre et sculpteur français (° 29 août 1848),

- 5 novembre : Viktor Zarubin, peintre, graphiste et scénographe russe puis soviétique (° 13 novembre 1866),
- 24 novembre : Jacques Adrien Sauzay, peintre paysagiste français (° 16 février 1841),
- 28 novembre : Jean Veber, dessinateur de presse et peintre français (° 13 février 1864),

- 13 décembre : Auguste Joseph Delécluse, peintre français (° 23 avril 1855),
- 15 décembre : Louis-Mathieu Verdilhan, peintre français (° 24 novembre 1875),
- 25 décembre : Maurice Réalier-Dumas, peintre et affichiste français (° 9 février 1860),

- ? :
  - Henri Brispot, peintre français (° 5 juillet 1846),
  - Egidio Coppola, peintre italien (° 1er mai 1852),
  - Jean-Gaston Cugnenc, peintre et illustrateur français (° 1867),
  - Fritz de Brouckère, peintre belge (° 1879),
  - Domingo Laporte, peintre et graveur uruguayen (° 18 octobre 1855),